# Nhà thờ chính tòa Thanh Hóa
Nhà thờ chính tòa Thanh Hóa tọa lạc tại số 232A đường Trường Thi, phường Hạc Thành, tỉnh Thanh Hóa. Đây là nhà thờ chính tòa của giáo phận Thanh Hóa. Nhà thờ chính tòa Thanh Hóa cách Hà Nội 150 km.
Nhà thờ do linh mục Bourlet Độ xây từ năm 1926 tới 1930.
Nhà thờ gồm mười gian với chiều dài 44 m, rộng 16 m, cao 13 m. Tháp nhà thờ cao 25 m, trên tháp nhà thờ treo hai quả chuông kéo, chuông lớn mang tên Thánh Anna do trường Thánh Anna của thành phố Montlucon (Pháp) tặng và chuông nhỏ hơn do Hội Thừa Sai Paris Hải ngoại (M.E.P) tặng. 